# اس‌ام یوبی-۵۷
اس‌ام یوبی-۵۷ (به انگلیسی: SM UB-57) یک زیردریایی است که طول آن ۵۵٫۸۵ متر (۱۸۳٫۲ فوت) می‌باشد. این زیردریایی در سال ۱۹۱۸ ساخته شد.